# رنه فورنیه
رنه فورنیه (فرانسوی: René Fournier‎؛ زادهٔ ۱۸ دسامبر ۱۹۳۲) دوچرخه‌سوار اهل فرانسه است.